# 18938 Zarabeth
18938 Zarabeth è un asteroide della fascia principale. Scoperto nel 2000, presenta un'orbita caratterizzata da un semiasse maggiore pari a 2,7076090 UA e da un'eccentricità di 0,1541556, inclinata di 3,92148° rispetto all'eclittica.